# Olof Rudbeck (restauratör)
Olof Johannes Claeson Rudbeck, född den 13 maj 1908 i Strängnäs, död den 14 januari 1965 i Djursholm, var en svensk friherre och restauratör. Han var far till Carl Rudbeck.
Rudbeck avlade studentexamen 1926, reservofficersexamen 1931 och juris kandidatexamen vid Stockholms högskola 1934. Han blev löjtnant i Livgrenadjärregementets reserv 1940. Rudbeck var souschef vid stadshotellet i Sala 1934–1936, innehavare av stadshotellet i Motala 1936–1939, av Frimurarehotellet i Linköping 1938–1952 och av Restaurant Tegnér i Stockholm från 1952. 
Han var ordförande i Mellersta Sveriges hotell- och restaurangförening 1942–1952, i Sveriges hotell- och restaurangförbund 1952–1957, vice ordförande där 1957–1959, ordförande i Sveriges arbetsgivareförening för hotell och restauranger 1951–1957, vice ordförande i Stockholms hotell- och restaurangförening från 1960, styrelseledamot i Restauratörernas inköpsaktiebolag från 1946 och i Svenska turisttrafikförbundet 1952–1962. Rudbeck blev riddare av Vasaorden 1958. Han vilar i sin familjegrav på Grödinge kyrkogård.